# 6 Richtige
6 Richtige ist eine deutsche Fernsehserie, die in den 1980er-Jahren vom WDR nach der Idee von H. Reinecke produziert wurde. Der Name der Familie bezieht sich auf den Hauptgewinn der deutschen Lotterie, der mit „sechs richtigen“ Zahlen gewonnen werden kann.

## Handlung
Die Serie beschreibt das Leben der Familie Richtig, in dem die Mutter meist während einer Folge die Probleme beheben muss, welche ihre drei jugendlichen Kinder, der Gatte oder der Schwiegervater verursacht haben. Alle Folgen um die Familie Richtig wurden vor Publikum auf der Bühne des OFF-OFF-Theaters in Köln-Rodenkirchen aufgezeichnet.
| Rolle                   | Darsteller/in    |
| ----------------------- | ---------------- |
| Mutter Richtig          | Corinna Genest   |
| Vater Richtig           | Horst A. Fechner |
| Opa Richtig             | Benno Hoffmann   |
| Sohn Helmut Richtig     | Peter Nottmeier  |
| Sohn Gregor Richtig     | Dirk Saur        |
| Tochter Barbara Richtig | Ellen Schulz     |
| Putzfrau                | Tana Schanzara   |

## Episodenliste
| - 1. Goldenes Handwerk - 2. Große Hilfe - 3. Schöner Urlaub - 4. Harte Nacht - 5. Schöne Bescherung - 6. Eigener Herd - 7. Gute Besserung - 8. Hohe Kunst - 9. Alte Liebe - 10. Schwere Zeiten - 11. Schwarzer Freitag - 12. Langer Samstag - 13. Totale Mattscheibe | - 14. Besinnlicher Abend - 15. Guten Appetit - 16. Die Schlankheitskur - 17. Wasser marsch - 18. Freie Fahrt - 19. Auf ins Grüne - 20. Zeuge gesucht - 21. Das liebe Geld - 22. Hausverkauf - 23. Kunst-Genuß - 24. Die Japanreise - 25. Zukunftspläne - 26. Die Wette gilt |